# Uschi Disl
Ursula "Uschi" Disl, född 15 november 1970 i Bad Tölz, tysk före detta skidskytt. Hon var en av de första internationellt framgångsrika skidskyttarna på damsidan från Tyskland. 2005 mottog hon priset som årets kvinnliga idrottare som den första skidskytten. Hon tävlade under 19 år i skidskytte och deltog i fem olympiska spel och vann två guldmedaljer. Hon vann två VM-titlar. Hon avslutade sin aktiva karriär 2006.
Tillsammans med sin svenske sambo Thomas Söderberg har hon två barn. Hon bor i Mora.

## Meriter

### Olympiska vinterspel
- 1992: 
  - Stafett – silver
- 1994: 
  - Stafett – silver
  - Distans – brons
- 1998: 
  - Stafett – guld
  - Sprint – silver
  - Distans – brons
- 2002: 
  - Stafett – guld
  - Sprint – silver
- 2006: 
  - Masstart – brons

### Världsmästerskap
- 1991: 
  - Stafett – brons
- 1992:
  - Lagtävling – guld
- 1995: 
  - Stafett – guld
  - Distans – silver
  - Sprint – silver
  - Lagtävling – silver
- 1996: 
  - Stafett – guld
  - Lagtävling – guld
- 1997:
  - Stafett – guld
- 1999:
  - Stafett – guld
- 2000: 
  - Jaktstart – silver
  - Stafett - silver
- 2001: 
  - Sprint – silver
  - Stafett – silver
- 2003:
  - Stafett – brons
- 2005: 
  - Sprint – guld
  - Jaktstart – guld
  - Stafett – silver
  - Mixedstafett – brons

### Världscupen

#### Världscupen totalt
- - 1995: 3:a
  - 1996: 2:a
  - 1997: 2:a
  - 1998: 2:a
  - 1999: 3:a
  - 2002: 3:a

#### Världscupen, delcuper
- - 2002: 
    - Sprint – 3:a
    - Jaktstart – 3:a

  - 2003: Masstart – 3:a

#### Världscuptävlingar
- 30 segrar (april 2006)